# Heemkundig Museum Bree
Het Heemkundig Museum Bree is gevestigd op de zolderverdieping van het Oude stadhuis, gelegen aan Markt 2 in de Belgische stad Bree.
Het museum werd ingericht in 1975. Er is onder meer een maquette te zien van de stad Bree omstreeks 1700, met de stadsmuren en dergelijke. Verder zijn er gebruiksvoorwerpen, gereedschappen, voorwerpen uit het volksleven, prentbriefkaarten en een diorama te vinden.
In 2010 werd het museum nog uitgebreid. Daarbij werd de naam veranderd in Stadsmuseum. Onder meer is de reconstructie van een Vlaamse barokke huiskamer te zien, is er een bijzondere collectie aardewerk uit het oude Egypte en uit Etrurië te vinden, en werd een tentoonstellingskast vervaardigd waarin 23 originele documenten uit het tijdvak 1423-1667 worden getoond.
Sindsdien worden er ook wisselende tentoonstellingen gehouden.

## Externe bron
- Stadsmuseum Bree